# Estação Mairie de Montreuil
Mairie de Montreuil é uma estação da linha 9 do Metrô de Paris, localizada na comuna de Montreuil. É o terminal oriental desta linha.

## Localização
A estação está situada na place Jean-Jaurès, ao longo do eixo da estrada nacional 302, em frente à prefeitura de Montreuil. Aproximadamente orientada norte-sul, ela é precedida ou seguida (dependendo da direção) pela estação Croix de Chavaux.

## História

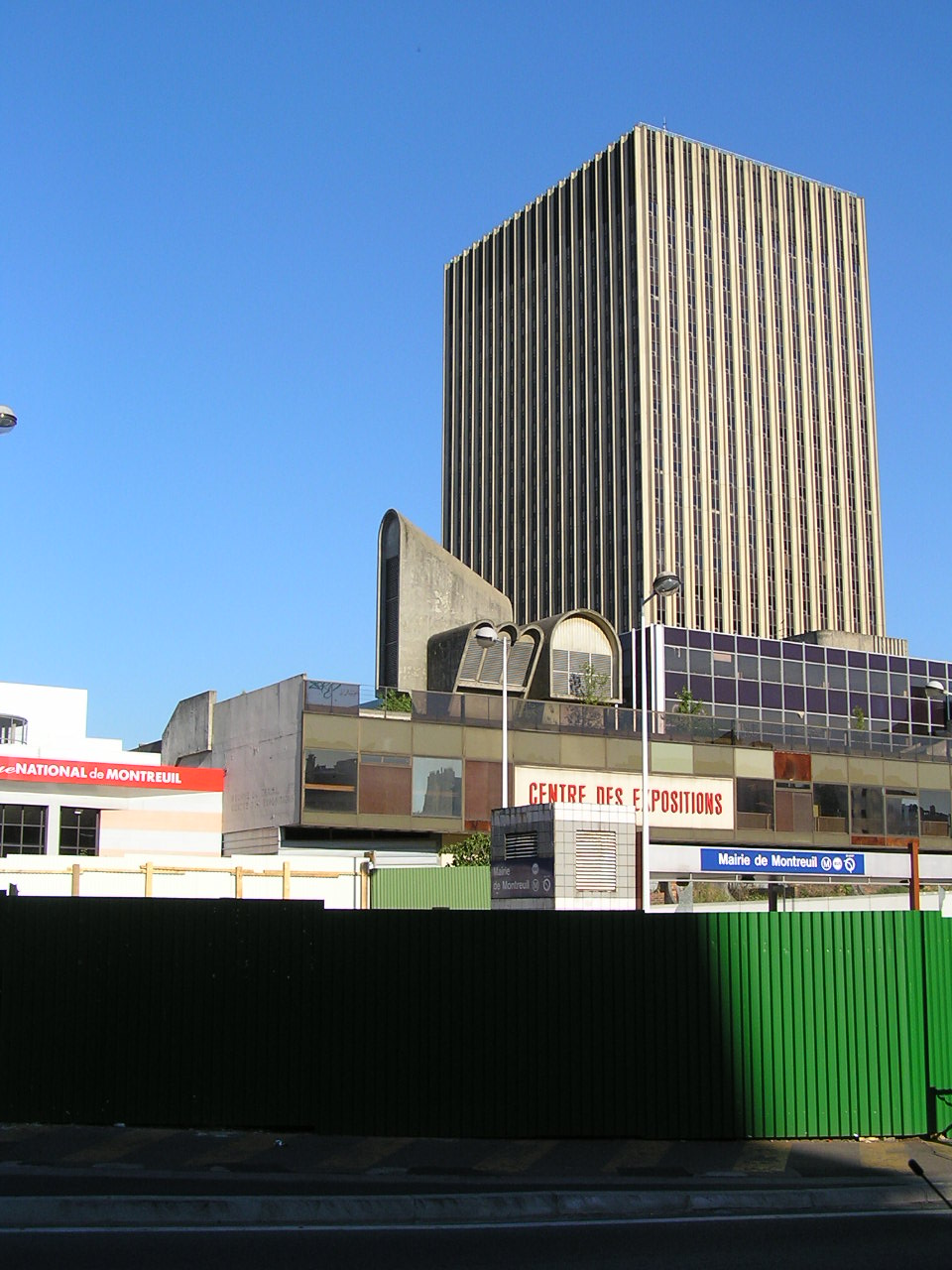
Place de la Mairie: as obras do novo terminal de ônibus

A estação foi aberta em 14 de outubro de 1937 com o lançamento da última extensão da linha 9 depois de Porte de Montreuil, da qual foi desde então o terminal ocidental (depois de Pont de Sèvres).
Deve seu nome à sua proximidade com a prefeitura de Montreuil, construída na década de 1930.
Como um terço das estações da rede entre 1974 e 1984, as plataformas foram modernizadas no estilo “Andreu-Motte”, neste caso azul com ladrilhos brancos.
Como parte do programa “Renovação do Metrô” da RATP, os corredores das estações foram modernizados em 2008. Ao mesmo tempo, o terminal de ônibus com vista para ela passou por uma completa reorganização: os ônibus agora estacionam em várias paradas ao redor da Place Jean-Jaurès, substituindo uma única estação estabelecida no centro dela até então.
Em 2011, 6 300 355 passageiros entraram nesta estação. Ela viu entrar 6 328 612 passageiros em 2013, o que a coloca na 51ª posição das estações de metrô por sua frequência.

## Serviços aos passageiros

### Acessos
A estação possui cinco acessos divididos em seis entradas de metrô:
- O acesso 1 “Square Jean-Jaurès”, composto por uma escada fixa e um elevador, levando o sudoeste até a esplanada central da place Jean-Jaurès;
- O acesso 2 "Avenue Walwein" consiste de uma escada fixa, localizada a noroeste da praça do lugar à direita do no 3;
- O acesso 3 "Boulevard Rouget-de-Lisle", incluindo uma escada fixa ao lado da praça ao redor da prefeitura, no referido boulevard;
- O acesso 4 "Avenue Pasteur", incluindo também uma escada fixa ao lado da praça em torno da prefeitura, na referida avenida;
- O acesso 5 "Boulevard Paul Vaillant Couturier" sendo executadas pelo piso térreo do edifício do n   desta avenida, situação rara na rede.

### Plataformas
Mairie de Montreuil é uma estação de configuração padrão: possui duas plataformas separadas pelas vias do metrô e a abóbada é elíptica. A decoração é do estilo "Andreu-Motte", com duas rampas luminosas azuis, bancos (na plataforma na direção de Pont de Sèvres) e o saídas dos corredores tratados com telhas azuis planas e assentos "Motte" azuis (na plataforma somente de desembarque). Esses arranjos são combinados com os telhas em cerâmica brancas que recobrem os pés-direitos, a abóbada e os tímpanos. Os quadros publicitários são metálicos e o nome da estação é inscrito na fonte Parisine em placas esmaltadas.
No tímpano norte da plataforma de embarque, um mosaico pintado em telhas de porcelana de Sèvres, datado de 1937, representa um mapa da cidade com imagens dos principais monumentos.

### Intermodalidade
A estação é servida pelas linhas 102, 115, 121, 122, 129, 322 da rede de ônibus RATP e, à noite, pelas linhas N16 e N34 da rede de ônibus Noctilien.